# 正木明
正木 明（まさき あきら、1961年〈昭和36年〉5月5日 - ）は、日本の気象予報士、防災士。三桂所属。

## 人物
出生地は兵庫県尼崎市であるが、2歳のときに神奈川県鎌倉市へ転居し、同地で育つ。早稲田大学理工学部機械工学科へ在籍していた20歳からサーフィンに興じ始めたことをきっかけに、「海洋上で波がいつ、どこに立つのか知りたい」という理由で、気象の勉強を始めたという。
大学を卒業した1986年に、化学メーカーに入社するものの軍需産業につながる面があるためすぐに退社、ウェザーニューズ社へ入社。気象情報の提供先である朝日放送へ気象キャスターを派遣するための社内公募に応じたことをきっかけに、1990年4月から『おはよう朝日です』（朝日放送平日早朝の情報番組、以下『おは朝』と略記）への出演を始めた。1994年には、気象キャスターとして活動するかたわら、第1回気象予報士試験に合格している。
1995年1月17日（火曜日）には、『おはよう天気です』（当時『おは朝』の前枠に編成されていた生放送番組）への出演中に、ABCセンター（当時大阪市北区大淀南にあった朝日放送の本社屋）内のスタジオで阪神・淡路大震災に遭遇。センターの1階で営業していた日産自動車のショールームなどに被害が出たことから、正木は急遽、ショールーム前から『おはよう天気です』『おは朝』向けの中継リポートを担当した。1999年にウェザーニューズ社を退社。
2016年4月の時点では、『おはようコールABC』（『おはよう天気です』の後継番組）と『おは朝』で気象キャスターを担当。2006年12月の発表の『好きなお天気キャスターランキング』（オリコン調べ）で全国区のキャスターに交じって第9位に入るなど、関西地方では高い知名度と好感度を得ている。ちなみに、2016年4月で、『おは朝』へのレギュラー出演が27年目に突入。『おはようコール』でも、同月時点のレギュラー出演者では唯一、1995年10月の放送開始から出演を続けている。
愛称は「マッキー」。『おは朝』では、出演を続けるにつれて、放送上の呼称が「正木さん」から「マッキーさん」に変わっている。
2019年から気候変動、防災等の情報を発信するWebサイト「正木明のSurvival Labo」をはじめる。

## 出演番組

### 現在
- おはよう朝日です平日版（朝日放送テレビ）
※気象予報士・気象キャスターとして天気予報を伝えるほか、リポーターとしてVTRロケコーナーにも出演することがある。
- 正木明の地球にいいこと（ラジオ関西、毎週月曜 13時～13時30分）

### 過去
- 8時だョ!生放送!!水曜日です!（J:COM関西18局ネットで水曜日の20時台に放送）
- 正木明のエコスタイル（ラジオ関西、毎週水曜日0時30分 - 1時）

以下はいずれも、朝日放送→朝日放送テレビが平日の早朝に編成していた生放送番組。後枠に編成されていた『おはよう朝日です』の天気予報担当と兼務しながら、放送期間中を通じてレギュラーで出演していた。
- Oh!天気
- おはよう天気です
- おはようコールABC